# 桜井清美
桜井 清美（さくらい きよみ、1916年7月25日 - 2006年12月4日）は、日本の政治家。北海道深川市長（2期）。

## 来歴
1936年、深川町立菊農業青年学校卒。卒業後は深川町役場に入る。戦後の1947年、深川町産業課長に就任、1951年には総務課長に就任した。1963年、深川市が誕生。深川市総務課長となり、間もなく総務部長となった。1973年に助役に就任。市長の真鍋政之を支えた。1978年に市長の真鍋政之が急逝。これに伴う市長選挙に自民党推薦で立候補し、共産党支持の新人を大差で破って当選した。10月15日に市長に就任した。就任後は積極的な政策を推進。小中学校の改築や下水道、病院、体育館など各種施設の整備、市総合計画基本構想を策定した。市長は1986年まで務めた。2006年に死去した。